# Bjørn Wiik
Bjørn Håvard Wiik (Bruvik, Hordaland, Noruega, 17 de fevereiro de 1937 – Hamburgo, 26 de fevereiro de 1999) foi um físico norueguês.

## Obras
- Detectors for quark and gluon jets at high energies, DESY Hamburg, 1983
- Electron-positron interactions Berlin, Heidelberg, Nova Iorque: Editora Springer, 1979

## Prêmios e condecorações
- Membro da American Physical Society (1990)
- Membro da Academia Norueguesa de Literatura e Ciências (1991)
- Membro da Academia de Artes e Ciências dos Estados Unidos (1993)
- Prêmio Física de Alta Energia e Partículas da European Physical Society (1995)
- Dotor honoris causa da Universidade de Oslo (1997)
- Membro estrangeiro da Academia de Ciências da Polônia (1997)